# Delphinium fissum
Delphinium fissum (Waldst. & Kit., 1801), comunemente noto come speronella lacerata, è una pianta appartenente alla famiglia delle Ranunculaceae, diffusa dall'Europa meridionale al Caucaso.

## Descrizione
È una pianta perenne, alta 30–60 cm, con fusto eretto, cilindrico, pubescente; le foglie palmate, sono completamente divise in lacinie lineari; l'infiorescenza è semplice, a racemo terminale, con corolle campanulate e speroni patenti, appena ricurvi verso il basso; i petali sono oblanceolati, di colore blu-violetto. Fiorisce da giugno ad agosto.

## Distribuzione e habitat
Abbastanza comune nei principali rilievi montuosi; si trova nei prati aridi e nelle radure della faggeta fino a 1800 m.